# Bildlauf

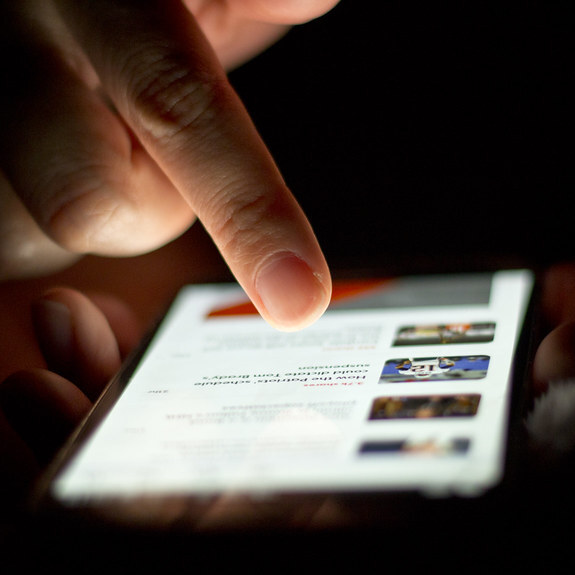
Scrollen mit dem Zeigefinger auf einem Smartphone

Als Bildlauf (englisch scrolling) wird das Verschieben von Bildschirminhalten (sowohl Text als auch Grafik) bezeichnet. Zweck ist die Darstellung umfangreicher Inhalte auf begrenztem Platz (wie bei Bildschirmen, Fenstern, Listenfeldern). Zur Bedienung des Bildlaufs befindet sich meist am Fensterrand ein Schieber auf einer so genannten Bildlaufleiste.
Als „sanften Bildlauf“ bezeichnet man das leicht verzögerte, Pixel-weise Nachführen des zu verschiebenden Bildinhaltes. Auf Englisch heißt Bildlauf scrolling, was von scroll für Schriftrolle herrührt. Technisch kann der Bildlauf sowohl durch Software als auch durch Hardware z. B. mit Hilfe der Grafikkarte umgesetzt sein.

## Geschichte
Bei den beschränkten Grafikmöglichkeiten früherer Computer gab es keine Bildlaufleiste, auch eine Maus war nur optional. Stattdessen konnte mit der Rollen-(Scroll-Lock-)Taste die Funktion der Cursor-Tasten so umgeschaltet werden, dass der Cursor seine vertikale Lage auf dem Bildschirm beibehielt und stattdessen der Bildinhalt verschoben wurde.
Durch die wachsende Verbreitung von Touchpads und Mäusen mit Scrollrad werden in vielen neueren Benutzeroberflächen Scrollbars nur noch dargestellt, wenn der Benutzer tatsächlich scrollt. Knöpfe zum Scrollen am Ende der Scrollbar entfallen in solchen Oberflächen. Dies soll die Benutzeroberfläche weiter vereinfachen.

## Bildlaufleiste

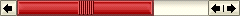
KDE-Bildlaufleiste (horizontal)

Eine Bildlaufleiste ist ein Steuerelement einer grafischen Benutzeroberfläche. Sobald nur ein Ausschnitt des eigentlichen Inhalts, beispielsweise Text, angezeigt werden kann, lässt sich durch Bedienen der Bildlaufleiste der angezeigte Ausschnitt verändern und jeder beliebige Position des Inhalts erreichen. Meist enthalten Bildlaufleisten ein verschiebbares Element, das Bildlauffeld. Die Bildlaufleiste kann mit dem Touchpad oder der Maus bedient werden. Es gibt horizontale und vertikale Bildlaufleisten.

## Mittlere Maustaste
Bei manchen Programmen kann die mittlere Maustaste zum Scrollen verwendet werden. Für einige Browser, LibreOffice, OpenOffice, WordPad und Microsoft Office gilt:
- Ein Klick mit der mittleren Maustaste auf eine „leere“ Stelle (also kein Link) des Dokuments startet einen speziellen Scrollmodus, wo das Wegbewegen des Mauszeigers von der angeklickten Stelle einen Bildlauf (vertikal und/oder horizontal) verursacht. Je weiter der Mauszeiger von dieser Stelle entfernt ist, desto schneller wird gescrollt. Der Modus wird mit einem erneuten Klick beendet, bei manchen Programmen auch durch Drehen des Mausrads oder mit der Escape-Taste.
- Man kann stattdessen auch mit gedrückt gehaltener mittlerer Maustaste scrollen. Das funktioniert auch in Adobe Acrobat Reader DC.

## Scrolling in Computerspielen
Viele zweidimensionale Computerspiele sind Side-Scroller, das Scrolling ermöglicht es dem Spieler Bereiche zu erforschen, die außerhalb des Bildschirms liegen. Insbesondere gibt es dies in den Computerspielgenres Jump ’n’ Run (Plattformspiele wie Super Mario) und Shoot ’em up (Schießspiele). Dabei wird bei letzterem unterschieden, ob diese horizontal, vertikal oder diagonal scrollen. Das erste Spiel mit Scrolling war das Rennspiel Super Bug von Atari, 1977. Das erste bekannte war Defender. Moon Patrol hatte als erstes Parallax-Scrolling, wobei sich der Vordergrund schneller bewegt als der Hintergrund.

## Kinetischer Bildlauf
Beim kinetischen Bildlauf (englisch kinetic scrolling) handelt es sich um eine Scrollart, die oft auf Geräten mit Touchscreen verwendet wird. Dabei bewegt sich der Bildschirminhalt synchron zum Finger, der über die Touchscreenoberfläche streicht. Beim Verlassen der Oberfläche hört das Scrolling aber nicht sofort auf, sondern wird langsam verzögert, bis es zum Stillstand kommt. Dies bietet beispielsweise den Vorteil, dass man durch beschleunigtes Wischen den Inhalt länger und in einer höheren Geschwindigkeit vorbeilaufen lassen kann und damit ein zeitraubendes lineares Scrollen etwa bis zum Ende eines Dokumentes vermeiden kann.